# Landeleau
Landeleau (tiếng Breton: Landelo) là một xã của tỉnh Finistère, thuộc vùng Bretagne, miền tây bắc Pháp.

## Dân số
Người dân ở Landeleau được gọi là Landeleausiens.